# Tour de France 2021/12. Etappe
Die 12. Etappe der Tour de France 2021 führte am 8. Juli 2021 über 159,4 Kilometer von Saint-Paul-Trois-Châteaux nach Nimes.
Etappensieger wurde Nils Politt (Bora-hansgrohe) mit 31 Sekunden Vorsprung auf Imanol Erviti (Movistar Team) und Harry Sweeny (Lotto Soudal) sowie 1:58 Minuten Vorsprung auf Stefan Küng (Groupama-FDJ). Das Peloton um das alte und neu Gelbe Trikot Tadej Pogačar (UAE Team Emirates) kam ab Rang 14 mit 5:53 Minuten Rückstand ins Ziel.

## Verlauf
Zu Beginn der Etappe zersplitterte das Peloton auf der Windkante, bis sich eine 13-köpfige Spitzengruppe löste, die die ersten 13 Plätze der Etappe belegte. 37 Kilometer vor dem Ziel lösten sich Politt, Erviti und Sweeny zusammen mit Küng von ihren Begleitern. 20 Kilometer vor dem Ziel fiel Küng an einer Welle zurück. Politt, der auch mit der Roten Rückennummer geehrt wurde, startete 12 Kilometer vor dem Ziel seine erfolgreiche Soloflucht.

## Ergebnis
| \| Etappenergebnis \| Etappenergebnis \| Etappenergebnis \| Etappenergebnis \| Etappenergebnis \| \| Fahrer \| Fahrer \| Land \| Team \| Zeit \| \| --------------- \| ------------------ \| --------------- \| ---------------------- \| --------------- \| \| 1. \| Nils Politt \| Deutschland \| Bora-Hansgrohe \| 3 h 22 min 12 s \| \| 2. \| Imanol Erviti \| Spanien \| Movistar Team \| + 31 s \| \| 3. \| Harry Sweeny \| Australien \| Lotto-Soudal \| + 31 s \| \| 4. \| Stefan Küng \| Schweiz \| Groupama-FDJ \| + 1 min 58 s \| \| 5. \| Luka Mezgec \| Slowenien \| BikeExchange \| + 2 min 06 s \| \| 6. \| André Greipel \| Deutschland \| Israel Start-Up Nation \| + 2 min 06 s \| \| 7. \| Edward Theuns \| Belgien \| Trek-Segafredo \| + 2 min 06 s \| \| 8. \| Brent Van Moer \| Belgien \| Lotto-Soudal \| + 2 min 06 s \| \| 9. \| Julian Alaphilippe \| Frankreich \| Deceuninck-Quick Step \| + 2 min 06 s \| \| 10. \| Sergio Henao \| Kolumbien \| Qhubeka NextHash \| + 2 min 06 s \| |                    |             |                        |                 |
| |                    |             |                        |                 |
| Quelle: ProCyclingStats |                    |             |                        |                 |
| Etappenergebnis |                    |             |                        |                 |
| Fahrer | Fahrer             | Land        | Team                   | Zeit            |
| 1. | Nils Politt        | Deutschland | Bora-Hansgrohe         | 3 h 22 min 12 s |
| 2. | Imanol Erviti      | Spanien     | Movistar Team          | + 31 s          |
| 3. | Harry Sweeny       | Australien  | Lotto-Soudal           | + 31 s          |
| 4. | Stefan Küng        | Schweiz     | Groupama-FDJ           | + 1 min 58 s    |
| 5. | Luka Mezgec        | Slowenien   | BikeExchange           | + 2 min 06 s    |
| 6. | André Greipel      | Deutschland | Israel Start-Up Nation | + 2 min 06 s    |
| 7. | Edward Theuns      | Belgien     | Trek-Segafredo         | + 2 min 06 s    |
| 8. | Brent Van Moer     | Belgien     | Lotto-Soudal           | + 2 min 06 s    |
| 9. | Julian Alaphilippe | Frankreich  | Deceuninck-Quick Step  | + 2 min 06 s    |
| 10. | Sergio Henao       | Kolumbien   | Qhubeka NextHash       | + 2 min 06 s    |

## Gesamtstände
| \| Gesamtwertung \| Gesamtwertung \| Gesamtwertung \| Gesamtwertung \| Gesamtwertung \| \| Fahrer \| Fahrer \| Land \| Team \| Zeit \| \| ------------- \| ---------------- \| ------------- \| ------------------- \| ---------------- \| \| 1. \| Tadej Pogačar \| Slowenien \| UAE Team Emirates \| 47 h 22 min 43 s \| \| 2. \| Rigoberto Urán \| Kolumbien \| EF Education-Nippo \| + 5 min 18 s \| \| 3. \| Jonas Vingegaard \| Dänemark \| Jumbo-Visma \| + 5 min 32 s \| \| 4. \| Richard Carapaz \| Ecuador \| Ineos Grenadiers \| + 5 min 33 s \| \| 5. \| Ben O’Connor \| Australien \| AG2R Citroën Team \| + 5 min 58 s \| \| 6. \| Wilco Kelderman \| Niederlande \| Bora-Hansgrohe \| + 6 min 16 s \| \| 7. \| Alexei Luzenko \| Kasachstan \| Astana-Premier Tech \| + 6 min 30 s \| \| 8. \| Enric Mas \| Spanien \| Movistar Team \| + 7 min 11 s \| \| 9. \| Guillaume Martin \| Frankreich \| Cofidis \| + 9 min 29 s \| \| 10. \| Pello Bilbao \| Spanien \| Bahrain Victorious \| + 10 min 28 s \| |                  |             |                     |                  |
| |                  |             |                     |                  |
| Quelle: ProCyclingStats |                  |             |                     |                  |
| Gesamtwertung |                  |             |                     |                  |
| Fahrer | Fahrer           | Land        | Team                | Zeit             |
| 1. | Tadej Pogačar    | Slowenien   | UAE Team Emirates   | 47 h 22 min 43 s |
| 2. | Rigoberto Urán   | Kolumbien   | EF Education-Nippo  | + 5 min 18 s     |
| 3. | Jonas Vingegaard | Dänemark    | Jumbo-Visma         | + 5 min 32 s     |
| 4. | Richard Carapaz  | Ecuador     | Ineos Grenadiers    | + 5 min 33 s     |
| 5. | Ben O’Connor     | Australien  | AG2R Citroën Team   | + 5 min 58 s     |
| 6. | Wilco Kelderman  | Niederlande | Bora-Hansgrohe      | + 6 min 16 s     |
| 7. | Alexei Luzenko   | Kasachstan  | Astana-Premier Tech | + 6 min 30 s     |
| 8. | Enric Mas        | Spanien     | Movistar Team       | + 7 min 11 s     |
| 9. | Guillaume Martin | Frankreich  | Cofidis             | + 9 min 29 s     |
| 10. | Pello Bilbao     | Spanien     | Bahrain Victorious  | + 10 min 28 s    |

| Punktewertung | Punktewertung      | Punktewertung          | Punktewertung         | Punktewertung |
| Fahrer        | Fahrer             | Land                   | Team                  | Punkte        |
| ------------- | ------------------ | ---------------------- | --------------------- | ------------- |
| 1.            | Mark Cavendish     | Vereinigtes Königreich | Deceuninck-Quick Step | 221 P.        |
| 2.            | Michael Matthews   | Australien             | BikeExchange          | 162 P.        |
| 3.            | Jasper Philipsen   | Belgien                | Alpecin-Fenix         | 142 P.        |
| 4.            | Sonny Colbrelli    | Italien                | Bahrain Victorious    | 138 P.        |
| 5.            | Julian Alaphilippe | Frankreich             | Deceuninck-Quick Step | 131 P.        |
| 6.            | Nacer Bouhanni     | Frankreich             | Arkéa-Samsic          | 113 P.        |
| 7.            | Tadej Pogačar      | Slowenien              | UAE Team Emirates     | 102 P.        |
| 8.            | Wout van Aert      | Belgien                | Jumbo-Visma           | 98 P.         |
| 9.            | Nils Politt        | Deutschland            | Bora-Hansgrohe        | 70 P.         |
| 10.           | Stefan Küng        | Schweiz                | Groupama-FDJ          | 64 P.         |

| Bergwertung | Bergwertung        | Bergwertung | Bergwertung            | Bergwertung |
| Fahrer      | Fahrer             | Land        | Team                   | Punkte      |
| ----------- | ------------------ | ----------- | ---------------------- | ----------- |
| 1.          | Nairo Quintana     | Kolumbien   | Arkéa-Samsic           | 50 P.       |
| 2.          | Wout van Aert      | Belgien     | Jumbo-Visma            | 43 P.       |
| 3.          | Michael Woods      | Kanada      | Israel Start-Up Nation | 42 P.       |
| 4.          | Wout Poels         | Niederlande | Bahrain Victorious     | 39 P.       |
| 5.          | Bauke Mollema      | Niederlande | Trek-Segafredo         | 36 P.       |
| 6.          | Kenny Elissonde    | Frankreich  | Trek-Segafredo         | 27 P.       |
| 7.          | Tadej Pogačar      | Slowenien   | UAE Team Emirates      | 26 P.       |
| 8.          | Ben O’Connor       | Australien  | AG2R Citroën Team      | 24 P.       |
| 9.          | Sergio Higuita     | Kolumbien   | EF Education-Nippo     | 22 P.       |
| 10.         | Julian Alaphilippe | Frankreich  | Deceuninck-Quick Step  | 20 P.       |

| Nachwuchswertung | Nachwuchswertung       | Nachwuchswertung       | Nachwuchswertung   | Nachwuchswertung  |
| Fahrer           | Fahrer                 | Land                   | Team               | Zeit              |
| ---------------- | ---------------------- | ---------------------- | ------------------ | ----------------- |
| 1.               | Tadej Pogačar          | Slowenien              | UAE Team Emirates  | 47 h 22 min 43 s  |
| 2.               | Jonas Vingegaard       | Dänemark               | Jumbo-Visma        | + 5 min 32 s      |
| 3.               | Aurélien Paret-Peintre | Frankreich             | AG2R Citroën Team  | + 24 min 44 s     |
| 4.               | David Gaudu            | Frankreich             | Groupama-FDJ       | + 30 min 51 s     |
| 5.               | Sergio Higuita         | Kolumbien              | EF Education-Nippo | + 54 min 41 s     |
| 6.               | Mark Donovan           | Vereinigtes Königreich | Team DSM           | + 1 h 18 min 23 s |
| 7.               | Valentin Madouas       | Frankreich             | Groupama-FDJ       | + 1 h 24 min 57 s |
| 8.               | Brent Van Moer         | Belgien                | Lotto-Soudal       | + 1 h 29 min 48 s |
| 9.               | Lucas Hamilton         | Australien             | BikeExchange       | + 1 h 30 min 21 s |
| 10.              | Jonas Rutsch           | Deutschland            | EF Education-Nippo | + 1 h 30 min 51 s |

| Mannschaftswertung | Mannschaftswertung  | Mannschaftswertung           | Mannschaftswertung |
| Team               | Team                | Land                         | Zeit               |
| ------------------ | ------------------- | ---------------------------- | ------------------ |
| 1.                 | Bahrain Victorious  | Bahrain                      | 143 h 03 min 26 s  |
| 2.                 | AG2R Citroën Team   | Frankreich                   | + 10 min 01 s      |
| 3.                 | Ineos Grenadiers    | Vereinigtes Königreich       | + 12 min 47 s      |
| 4.                 | EF Education-Nippo  | Vereinigte Staaten           | + 15 min 47 s      |
| 5.                 | Bora-Hansgrohe      | Deutschland                  | + 29 min 31 s      |
| 6.                 | Jumbo-Visma         | Niederlande                  | + 29 min 47 s      |
| 7.                 | Movistar Team       | Spanien                      | + 38 min 22 s      |
| 8.                 | Astana-Premier Tech | Kasachstan                   | + 41 min 45 s      |
| 9.                 | Trek-Segafredo      | Vereinigte Staaten           | + 44 min 51 s      |
| 10.                | UAE Team Emirates   | Vereinigte Arabische Emirate | + 53 min 00 s      |

## Ausgeschiedene Fahrer
- Peter Sagan (Bora-hansgrohe): aufgrund einer Knieverletzung, die er sich bei einem Sturz auf der 3. Etappe zugezogen hatte, nicht gestartet[2]